# 발타사르 가르손
발타사르 가르손 레알(스페인어: Baltasar Garzón Real, 스페인어 발음: [baltaˈsaɾ ɣaɾˈθon], 1955년 10월 26일~)은 스페인의 법조인으로 세계적인 명성을 가지고 있는 스페인 최고형사법원(Audiencia Nacional)의 수사판사이다. 사건수사를 하고 기소를 하는 한국의 검사와 같다. 스페인의 깨끗한 손(마니 폴리테)이라고 불리며, "인권법의 영웅"이라고 불린다.
보편관할권에 따라 전 세계적인 반인도적 범죄는 어느 나라나 관할권이 인정되는데, 이에 따라 가르손 판사는 세계적인 사건들에 대해 범죄 기소를 했다. 스페인 법원은 보편관할권에 따라 집단살해죄과 인도에 반한 죄는 어느 곳에서 발생하든, 피고의 국적이 어느 나라이든 스페인에서 소송할 수 있도록 허용되어 있다.
1985년 제정된 스페인 법원기본법 제23조 제4항에는 "스페인인 또는 외국인이 국외에서 저지른 집단학살이나 테러와 같은 범죄는 스페인 법원이 관할권을 갖는다." 라고 명시되어 있다.
스페인 최고형사법원의 수사판사(Juez de instrucción)는 한국의 검사와 비슷하다. 프랑스 제도의 영향을 받은 것인데, 스페인 사법부는 경찰을 지휘하며 수사를 담당하고 피의자를 기소하는 수사판사, 재판을 담당하는 합의부 판사(Juez)와 기소된 피의자에 대해 공소를 유지하고 재판에 참가하는 검사(fiscal)로 구성되어있다.

## 연표
- 1998년 8월 16일 - 스페인의 가르손 수사판사는 동료인 가르시아 카스테욘 수사판사와 상세한 수사를 통해, 영국을 방문한 칠레의 독재자였던 피노체트 칠레 의원에 대한 구속영장을 발부했다. 영국 대법원은 영국 스페인간의 범죄인인도조약에 따라 고문과 음모에 대한 혐의를 받고 있는 피노체트를 스페인 법정에 서도록 결정했다. 이에 영국 정부는 가택연금 조치를 취했으며, 503일만에 건강상의 이유로 피노체트 의원을 석방했다. 전직 국가원수가 자신의 영토에서 벌어진 인권 침해 사건에 대해 타국에서 체포되어 제3국으로의 송환을 기다리는 것은 세계사적으로 선례가 없다.[5]
- 2002년 - 가르손 판사는 콘도르 작전을 수사하면서, 인터폴 런던 지부에 대해 영국을 방문중인 키신저를 증인신문할 수 있도록 해달라고 요청했다. 키신저는 미국 국무장관을 지냈고, 노벨 평화상 수상자이다.
- 2003년 - 9·11 테러의 주범인 알카에다의 지도자 오사마 빈 라덴을 기소했다.
- 2008년 8월 5일 - 스페인 최고형사법원은 량광례 중국 국방부장 등 7명의 중국 정부 고위 관리들에 대해 티베트 사태 당시 자행된 집단살해죄 혐의로 심리에 들어 가겠다고 밝혔다.
- 2008년 10월 16일 - 스페인 최고형사법원 발타사르 가르손 판사는 1936년부터 1939년까지 스페인 내전 당시 프랑코 정권의 조직적 민간인 학살을 공식 조사하라고 명령했다. 당시 실종된 수십만명의 민간인 시신이 암매장된 것으로 추정되는 19개 장소에 대해 발굴 조사에 들어갈 것을 명령했다.
- 2009년 3월 29일 - 발타사르 가르손 스페인 최고형사법원 수사판사는 쿠바의 관타나모 수용소에서 일어난 고문 행위와 관련, 미국 부시 행정부 당시의 전직 고위 관리들에 대한 기소를 검토하기로 했다. 피기소인 명단에는 앨버토 곤잘러스 전 법무장관, 더글러스 페이스 전 국방부 정책담당 차관, 데이비드 애딩턴 전 딕 체니 부통령 비서실장, 존 유 전 법무부 고문 변호사, 제이 S. 바이비 전 법률위원회 위원장 등이 포함된 것으로 알려졌다.(https://news.naver.com/main/read.nhn?mode=LSD&mid=sec&sid1=102&oid=001&aid=0002578677) 민주주의와 헌법의 전통이 스페인보다 훨씬 오랜 미국 정부에 대해 자신들의 잣대로 함부로 기소를 하려 한다는 비판이 제기되었다.(https://news.naver.com/main/read.nhn?mode=LSD&mid=sec&sid1=102&oid=022&aid=0002044029)
- 2010년 4월 7일 - 반인도적 범죄 수사로 전 세계적 명성을 얻었던 스페인의 발타사르 가르손 스페인 최고형사법원 수사판사(54)가 직권남용 혐의로 스페인 최고형사법원 수사판사에 의해 기소되었다.(https://news.naver.com/main/read.nhn?mode=LSD&mid=sec&sid1=104&oid=020&aid=0002127977)

## 같이 보기
- 인도에 반한 죄 - 고문은 인도에 반한 죄의 하나이다.